# Адіабатний потенціал йонізації
Адіабатний потенціал йонізації (англ. adiabatic ionization potential) — 
- 1. Різниця між енергіями хімічної частинки та її йонізованої форми з кількістю електронів на одиницю меншою за умови, що кожна з обох частинок знаходиться в основному енергетичному стані.
- 2. Найменша електрична напруга, яка здатна викликати йонізацію певного атома або молекули.